# Zeestekelbaars
De zeestekelbaars (Spinachia spinachia) is een uitsluitend in zoutwater voorkomende vertegenwoordiger van de stekelbaarsfamilie. Het geslacht Spinachia heeft maar één soort.

## Beschrijving
De zeestekelbaars is een kleine, langgerekte vis, met een lange snuit. De vis heeft veertien tot zestien stekels op de rug en een kleine rugvin met vijf tot acht vinstralen. De vis wordt niet langer dan 15 cm.

## Voorkomen
De zeestekelbaars leeft in de Europese kustwateren van de Noordkaap tot de Golf van Biskaje, in de Oostzee oostelijk van Bornholm en in de Waddenzee, zeer zelden in de Noordzee. De zeestekelbaars is gebonden aan zeegrasvelden en die zijn sinds 1932 grotendeels verdwenen. De zeestekelbaars staat als ernstig bedreigd op de Nederlandse Rode Lijst maar niet op de internationale Rode Lijst van de IUCN.

## Voetnoot
1. ↑  (en) Zeestekelbaars op de IUCN Red List of Threatened Species.
2. ↑  H. Nijssen & S.J. de Groot, 1987. De vissen van Nederland. KNNV uitgeverij Utrecht